# HSG Bad Wildungen
Die HSG Bad Wildungen/Friedrichstein/Bergheim ist ein Handballverein aus dem hessischen Bad Wildungen, der 2005 durch den Zusammenschluss der Handballabteilungen der Vereine VfL Bad Wildungen, TV Friedrichstein und TV 08 Bergheim entstand.
Seine 1. Frauenmannschaft spielte ab der Saison 2009/10 in der 2. Bundesliga Süd. Zur Saison 2011/12 stieg die HSG in die 1. Bundesliga auf, in der sie nach einem zwischenzeitlichen Abstieg 2013 ab 2014 erneut aktiv war. Nach einer zehnjährigen Bundesligazugehörigkeit stieg die Damenmannschaft 2024 in die Zweitklassigkeit ab. Ein Jahr später folgte der nächste Abstieg. Die 1. Mannschaft wurde in die HSG Bad Wildungen Vipers Sport und Marketing GmbH ausgegliedert.

## Die Saisonbilanzen seit 2008/09
| Saison  | Spielklasse           | Platz | Spiele | Tore    | Diff. | Punkte |
| ------- | --------------------- | ----- | ------ | ------- | ----- | ------ |
| 2008/09 | Regionalliga Süd-West | 1     | 24     | 720:552 | 168   | 42:06  |
| 2009/10 | 2. Bundesliga Süd     | 5     | 22     | 600:600 | 0     | 24:20  |
| 2010/11 | 2. Bundesliga Süd     | 1     | 20     | 633:508 | 125   | 32:08  |
| 2011/12 | 1. Bundesliga         | 9     | 20     | 492:556 | −64   | 14:26  |
| 2012/13 | 1. Bundesliga         | 12    | 22     | 545:673 | −128  | 05:39  |
| 2013/14 | 2. Bundesliga         | 2     | 28     | 835:753 | 82    | 42:14  |
| 2014/15 | 1. Bundesliga         | 10    | 26     | 646:783 | −137  | 17:35  |
| 2015/16 | 1. Bundesliga         | 11    | 26     | 710:828 | −128  | 16:36  |
| 2016/17 | 1. Bundesliga         | 11    | 26     | 708:789 | −81   | 15:37  |
| 2017/18 | 1. Bundesliga         | 10    | 26     | 632:709 | −77   | 16:36  |
| 2018/19 | 1. Bundesliga         | 11    | 26     | 674:751 | −77   | 18:34  |
| 2019/20 | 1. Bundesliga         | 12    | 18     | 475:518 | −43   | 07:29  |
| 2020/21 | 1. Bundesliga         | 11    | 30     | 853:887 | −34   | 22:38  |
| 2021/22 | 1. Bundesliga         | 11    | 26     | 725:811 | −86   | 17:35  |
| 2022/23 | 1. Bundesliga         | 10    | 26     | 734:836 | −102  | 16:36  |
| 2023/24 | 1. Bundesliga         | 14    | 26     | 657:863 | −206  | 07:45  |
| 2024/25 | 2. Bundesliga         | 15    | 30     | 775:880 | −105  | 14:46  |

|  | Aufstieg |
|  | Abstieg  |

## Kader für die Saison 2023/24
| Nr.                       | Nation      | Name                 | Position | Größe  | Geburtsdatum  | Alter | seit | Vertrag bis | Letzter Verein            |
| ------------------------- | ----------- | -------------------- | -------- | ------ | ------------- | ----- | ---- | ----------- | ------------------------- |
| 01                        | Niederlande | Larissa Schutrups    | TW       | 1,82 m | 30. Juni 2000 | 25    | 2022 | 2026        | VOC Amsterdam             |
| 15                        | Tschechien  | Anita Poláčková      | TW       | 1,73 m | 27. Mai 2003  | 22    | 2024 | 2026        | TuS Metzingen             |
| 03                        | Deutschland | Alea Mattig          | RA       | 1,69 m | 12. Juni 2005 | 20    | 2024 | 2026        | TSV Bayer 04 Leverkusen   |
| 07                        | Deutschland | Farina Meyer         | LA       | 1,65 m | 5. Aug. 2004  | 20    | 2023 | 2025        | VfL Bad Schwartau         |
| 10                        | Deutschland | Dana Gruner          | LA       | 1,61 m | 7. März 2000  | 25    | 2024 | 2026        | TuS Lintfort              |
| 13                        | Polen       | Nadia Bury           | KM       | 1,78 m | 21. Okt. 2002 | 22    | 2024 | 2026        | KPR Ruch Chorzów          |
| 17                        | Deutschland | Hannah Berk          | RA, RR   | 1,68 m | 4. Dez. 2003  | 21    | 2023 | 2025        | GSV Eintracht Baunatal    |
| 18                        | Deutschland | Julia Hertha         | RM       | 1,68 m | 26. Juli 2005 | 19    | 2024 | 2027        | HSG Blomberg-Lippe        |
| 19                        | Deutschland | Sina Ulrich          | RL       | 1,69 m | 19. Juli 2007 | 17    |      | 2025        |                           |
| 20                        | Deutschland | Nina Strohmeier      | RR       | 1,77 m | 10. Okt. 2000 | 24    | 2024 | 2026        | HSG Blomberg-Lippe        |
| 21                        | Deutschland | Kim Ott              | RL       | 1,82 m | 17. Feb. 2006 | 19    | 2024 | 2025        | Thüringer HC              |
| 23                        | Deutschland | Nele Wenzel          | KM       | 1,80 m | 24. Nov. 2001 | 23    | 2023 | 2025        | TSG Ketsch                |
| 24                        | Deutschland | Melina Hahn          | RM       | 1,63 m | 22. Jan. 2005 | 20    | 2023 | 2025        | GSV Eintracht Baunatal    |
| 25                        | Litauen     | Vakarė Damulevičiūtė | RL       | 1,79 m | 16. Aug. 2004 | 20    | 2024 | 2025        | Frankfurter Handball Club |
| 71                        | Deutschland | Fiona Adam           | RR       | 1,80 m | 20. Jan. 2005 | 20    | 2024 | 2026        | Borussia Dortmund         |
| Stand: 20. September 2024 |             |                      |          |        |               |       |      |             |                           |

### Trainerteam
| Nat. | Name           | Position | Geburtsdatum |
| ---- | -------------- | -------- | ------------ |
|      | Peter Martinez | Trainer  |              |

#### Transfers zur Saison 2024/25
| Zugänge                   | Zugänge         | Zugänge                 |
| Nation                    | Name            | abgebender Verein       |
| ------------------------- | --------------- | ----------------------- |
| Deutschland               | Fiona Adam      | Borussia Dortmund       |
| Deutschland               | Dana Gruner     | TuS Lintfort            |
| Deutschland               | Nina Strohmeier | HSG Blomberg-Lippe      |
| Tschechien                | Anita Poláčková | TuS Metzingen           |
| Deutschland               | Julia Hertha    | HSG Blomberg-Lippe      |
| Deutschland               | Alea Mattig     | TSV Bayer 04 Leverkusen |
| Polen                     | Nadia Bury      | KPR Ruch Chorzów        |
| Stand: 20. September 2024 |                 |                         |

| Abgänge              | Abgänge            | Abgänge               |
| Nation               | Name               | aufnehmender Verein   |
| -------------------- | ------------------ | --------------------- |
| Deutschland          | Julia Symanzik     | TG Nürtingen          |
| Deutschland          | Anika Hampel       | Buxtehuder SV         |
| Deutschland          | Jolina Huhnstock   | Buxtehuder SV         |
| Niederlande          | Anouk Nieuwenweg   | MKS Lublin            |
| Deutschland          | Emma Ruwe          | Werder Bremen         |
| Schweiz              | Manuela Brütsch    | LC Brühl Handball     |
| Niederlande          | Jessie van de Ruit | HSV Solingen-Gräfrath |
| Schweiz              | Norma Goldmann     | Kristianstad HK       |
| Kanada               | Maksi Pallas       | Ziel unbekannt        |
| Stand: 29. Juli 2024 |                    |                       |

#### Transfers zur Saison 2025/26
| Zugänge              | Zugänge   | Zugänge           |
| Nation               | Name      | abgebender Verein |
| -------------------- | --------- | ----------------- |
| Deutschland          | Nele Weyh | SG 09 Kirchhof    |
| Stand: 13. Juli 2025 |           |                   |

| Abgänge              | Abgänge              | Abgänge               |
| Nation               | Name                 | aufnehmender Verein   |
| -------------------- | -------------------- | --------------------- |
| Niederlande          | Larissa Schutrups    | HC Rödertal           |
| Tschechien           | Anita Poláčková      | TuS Lintfort          |
| Deutschland          | Farina Meyer         | Werder Bremen         |
| Deutschland          | Nina Strohmeier      | Füchse Berlin         |
| Deutschland          | Melina Hahn          | ESV 1927 Regensburg   |
| Deutschland          | Hannah Berk          | SG 09 Kirchhof        |
| Deutschland          | Julia Hertha         | SG 09 Kirchhof        |
| Deutschland          | Nele Wenzel          | HSG Bensheim/Auerbach |
| Deutschland          | Alea Mattig          | TuS Lintfort          |
| Deutschland          | Fiona Adam           | SG 09 Kirchhof        |
| Litauen              | Vakarė Damulevičiūtė | Bergischer HC         |
| Deutschland          | Sina Ulrich          | SV Germania Fritzlar  |
| Stand: 13. Juli 2025 |                      |                       |

## Jugend
Im August 2005 wurde das Handball-Leistungszentrum Bad Wildungen für weibliche Nachwuchsspielerinnen gegründet. 

Die weibliche A- und B-Jugend spielen seit 2009 in der Regionalliga, der höchsten Jugendspielklasse. Die A-Jugend-Mannschaft wurde 2010 südwestdeutscher Meister.
Das Handballleistungszentrum musste zum 30. Juni 2012 geschlossen werden. Ausschlaggebend für diesen Schritt war die unzureichende finanzielle Ausstattung des Internats.